# Castledawson
Castledawson is een plaats in het Noord-Ierse graafschap Londonderry.
Castledawson ligt vier 6 km van de noordwestelijke kust van Lough Neagh, en het ligt vlak bij Magherafelt.

## Geschiedenis
Castledawson is vernoemd naar Joshua Dawson, een secretaris van Ierland, die hier in 1713 een groot herenhuis bouwde.

## Geboren in Castledawson
- Seamus Heaney (1939-2013), dichter, toneelschrijver en vertaler (Nobelprijs voor de Literatuur 1995)

Arghadowey · Ballykelly · Ballymaguigan · Ballyronan · Bellagy · Castledawson · Coleraine · Derry · Draperstown · Dumananagh · Dungiven · Eglinton · Feeny · Garvagh · Kilrea · Lavey · Limavady · Maghera · Magherafelt · Moneymore · Portstewart · Traad · Upperlands